# Antōnios Pepanos
Antōnios Pepanos (in greco Αντώνιος Πεπανός?; Patrasso, 1866 – ...) è stato un nuotatore greco.

## Carriera
Partecipò, a 30 anni, alle gare di nuoto delle  prime Olimpiadi moderne di Atene, gareggiando nei 500m stile libero. Terminò la gara secondo, conquistando così un argento olimpico, in 9'57"6. Il vincitore, l'austriaco Paul Neumann, terminò la gara con un tempo di 8'12"6.